# Ernest Lluís de Hessen-Darmstadt
Ernest Lluís de Hessen-Darmstadt (en alemany Ernst Ludwig von Hessen-Darmstadt) va néixer a Friedenstein (Alemanya) el 15 de desembre de 1667 i va morir a Einhausen el 12 de setembre de 1739. Era fill de Lluís VI de Hessen-Darmstadt (1630-1678) i d'Elisabet Dorotea de Saxònia-Gotha-Altenburg (1640-1709).
El 1678 va succeir el seu germà Lluís VII com a landgravi de Hessen-Darmstadt. Amb la voluntat d'imitar la Cort francesa, Ernest Lluís va endeutar enormement el seu país. A part d'una política d'ampliació de les ciutats i de grans construccins, comptant amb l'arquitecte Louis Remy de la Fosse, també es va dedicar a fomentar el teatre i la música, que ell mateix va conrear. A la seva mort, el 1739, el deute del seu país era de 4.000.000 de florins, deu vegades els ingressos anuals.

## Matrimoni i fills
El 1687 es va casar amb Dorotea Carlota de Brandenburg-Ansbach (1661-1705), filla d'Albert II de Brandenburg-Ansbach (1620-1667) i de Sofia Margarida d'Oettingen-Oettingen (1634-1664). El matrimoni va tenir cinc fills: 
- Dorotea (1689-1723), casada amb el comte Joan de Hohenlohe-Oerhingen (1683-1765)
- Lluís VIII (1691-1768), casat amb Carlota de Hanau-Lichtenberg (1700-1726)
- Carles Guilleme (1693-1701)
- Francesc Ernest (1695-1717)
- Frederica (1698-1777), casada amb Maximilià Hessen.

Morta la seva esposa, Ernest Lluís es casà de nou el 1727 amb Lluïsa de Spiegel (1690-1751), comtessa d'Epstein. Aquest segons matrimoni va tenir dos fills:
- Frederica d'Epstein, (1730-1770), casada amb el baró Lluís de Pretlack.
- Lluïsa d'Epstein (1727-1753)

D'altra banda, Ernest Lluís va tenir un altre fill, il·legítim, amb Carlota de Forstner (1686-1727):
- Carles Frederic de Fürstenfeld Hohenstein.